# آسيا (مغنية)
آسيا (بالفرنسية: Assia Maouene)‏ هي مغنية جزائرية فرنسية من أصول قبائلية أمازيغية، ولدت في 1 نوفمبر 1973 في مدينة الجزائر في الجزائر.

## وصلات خارجية
- آسيا على موقع ميوزك برينز (الإنجليزية)
- آسيا على موقع ديسكوغز (الإنجليزية)